# سالوم حداد

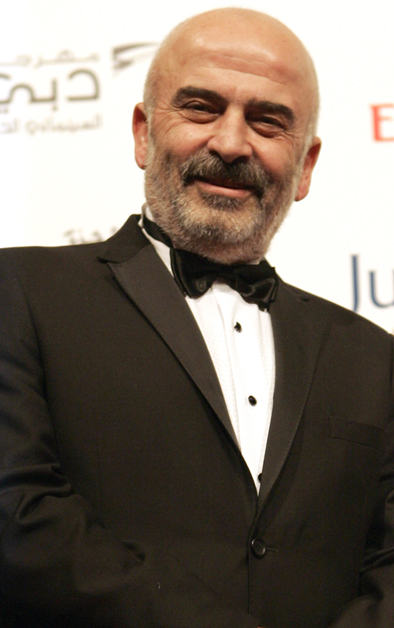

سالوم حداد (۲۹ مارس ۱۹۵۳)، بازیگر اهل سوریه و ارمنی الاصل است که یکی از برجسته‌ترین بازیگران سوری به‌شمار می‌رود و نقش‌های تاریخی بسیاری را ایفا کرد و در ۱۱ اوت ۱۹۸۰ به سندیکای هنرمندان پیوست. سالوم به عنوان «شوالیه نمایش عرب» شناخته می‌شود.